# Spending My Time
«Spending My Time» (с англ. — «Провожу свое время») — песня шведского поп-дуэта Roxette, выпущенная в качестве четвёртого сингла с их третьего студийного альбома Joyride. Сингл стал успешным, войдя в первую десятку в Германии и Италии, а также в первую двадцатку в Австралии, Австрии, Бельгии, Канаде, Финляндии, Швеции и Швейцарии. Песня достигла двадцать второго места в чарте синглов Великобритании и тридцать второго места в Billboard Hot 100 в США.
В июле 1991 года был создан ремикс песни в студии EMI в Стокгольме, Швеция. Испанская версия песни под названием «Un día sin ti» (День без тебя) была выпущена в 1996 году в качестве ведущего сингла с испаноязычного сборника дуэта под названием «Baladas en Español».

## Критика
Музыкальный критик сайта AllMusic, Брайан Басс, отметил тихое отчаяние песни в своем обзоре на альбом Joyride . Ларри Флик из Billboard описал песню как акустическую поп-рок-балладу и отметил, что запоминающаяся мелодия и вокал Мари Фредрикссон являются ключевыми составляющими трека. Газета Expressen назвала песню пронзительной меланхоличной балладой.
Дэйв Шолин из Gavin Report прокомментировал:

Для изголодавшихся по поп-музыке меломанов, Пер и Мари стали деликатесом. Независимо от темпа, все их песни содержат мелодии, которые сразу же завоевывают публику. Слушая этот релиз, легко понять, почему они создали такую огромную международную аудиторию.
Брендон Виверс из Renowned for Sound назвал композицию величайшим музыкальным творением всех времен, добавив, что песня эмоционально заряжена и изысканно поставлена .
Песня не была столь коммерчески успешной, как предыдущие синглы дуэта. Она достигла только тридцать второго места в Billboard Hot 100 в США. В примечаниях к вкладышу сборника величайших хитов 1995 года Don’t Bore Us, Get to the Chorus! Пер Гессле признался, что Spending My Time должна была стать самым большим хитом в истории, если бы американская звукозаписывающая компания не уволила многих сотрудников. В конце 1991 года компания EMI объединилась с другими звукозаписывающими компаниями, чтобы сформировать EMI Records Group North America. Слияние привело к тому, что новая компания уволила более сотни сотрудников, а Roxette не получил должной поддержки от нового лейбла.
Песня достигла девятого места в Канаде.

## Видеоклип
Музыкальное видео было снято режиссёром Уэйном Айшемом, оно изображает солистку Мари Фредрикссон в доме, сидя у окна, лежа в постели, сидя на диване и за столом. Иногда появляется Пер Гессле, играя на гитаре.

## Чарты
| Чарт (1991—1992)                    | Высшая позиция |
| ----------------------------------- | -------------- |
| Австралия (ARIA)                    | 16             |
| Австрия (Ö3 Austria Top 40)         | 16             |
| Бельгия/Фландрия (Ultratop 50)      | 11             |
| Канада (RPM Top Singles)            | 9              |
| Канада (RPM Adult Contemporary)     | 10             |
| Европа (European Hot 100 Singles)   | 16             |
| Финляндия (Suomen virallinen lista) | 18             |
| Германия (GfK)                      | 9              |
| Ирландия (IRMA)                     | 23             |
| Италия (Musica e dischi)            | 7              |
| Нидерланды (Dutch Top 40)           | 29             |
| Нидерланды (Single Top 100)         | 26             |
| Новая Зеландия (Recorded Music NZ)  | 31             |
| Польша (LP3)                        | 7              |
| Испания (AFYVE)                     | 34             |
| Швеция (Sverigetopplistan)          | 11             |
| Швейцария (Schweizer Hitparade)     | 15             |
| Великобритания (OCC UK Singles)     | 22             |
| США (Billboard Hot 100)             | 32             |
| США (Billboard Adult Contemporary)  | 20             |

| Чарт (1992)                             | Позиция |
| --------------------------------------- | ------- |
| Канада (Canada Adult Contemporary, RPM) | 81      |
| Германия (Official German Charts)       | 76      |